# Marasinganahalli, Mandya
Marasinganahalli là một làng thuộc tehsil Mandya, huyện Mandya, bang Karnataka, Ấn Độ.